# GATO (jeu vidéo)
GATO est un jeu vidéo de type simulateur de sous-marin conçu par Paul Arlton et Ed Dawson et publié par Spectrum Holobyte à partir de 1983 sur Apple II, Amiga, Commodore 64 et IBM PC. Il est un des premiers simulateurs de sous-marin sur ordinateur se déroulant pendant la Seconde Guerre mondiale. Le joueur y commande l’USS Growler, un sous-marin de classe Gato, pendant des opérations de la guerre du Pacifique. À sa sortie, il est plutôt bien accueilli par la presse spécialisée. En 1985, le magazine Computer Gaming World juge ainsi qu’il est facile à prendre en main tout en étant « profond » et « détaillé » au niveau stratégique. La même année, le magazine Compute! juge qu’il tient sa promesse en termes de réalisme et le journaliste du magazine Byte note qu'il aurait souhaité pouvoir ralentir un peu le jeu, mais qu'il avait perdu suffisamment de temps sur celui-ci pour le recommander. Rétrospectivement, le magazine Computer Gaming World le juge en revanche plus sévèrement et explique que s'il était d’un niveau correct pour l’époque, il n’était pas non plus exemplaire.